# حبشي (بير سليمان)
حبشي (بالفارسية: حبشی) هي قرية تقع في إيران في قسم بیر سلیمان الريفي. يقدر عدد سكانها بـ 379 نسمة بحسب إحصاء 2016.